# Arcte nigrescens
Arcte nigrescens är en fjärilsart som beskrevs av Butler 1886. Arcte nigrescens ingår i släktet Arcte och familjen nattflyn. Inga underarter finns listade i Catalogue of Life.